# SMILE (キマグレンの曲)
「SMILE」（スマイル）は、キマグレンの6枚目のシングル。2009年11月11日に、ユニバーサルシグマにより発売。

## 解説
5thシングル「君のいない世界」から4ヶ月振りの発売。
初回限定盤はDVD付き。

## 収録曲

### CD
1. SMILE
  - 作詞：KUREI 作曲：ISEKI
  - テレビ朝日系列 『スティッチ! 〜いたずらエイリアンの大冒険〜』第一期主題歌。
2. 泥だらけのHERO
  - 作詞：KUREI 作曲：ISEKI
  - 映画「風が強く吹いている」サポート・ソング
3. 天国の郵便ポスト(Unplugged)
  - 作詞：KUREI 作曲：ISEKI
4. SMILE (Instrumental)
  - 作詞：KUREI 作曲：ISEKI
5. 泥だらけのHERO(Instrumental)
  - 作詞：KUREI 作曲：ISEKI

### DVD
1. SMILE ミュージッククリップ
2. OTODAMA FINAL 2009 ライブ&ドキュメント映像